# Шаркавшчински рејон
Шаркавшчински рејон (блр. Шаркаўшчы́нскі раён; рус. Шарковщинский район) административна је јединица другог нивоа у западном делу Витепске области у Републици Белорусији.
Административни центар рејона је варошица Шаркавшчина.

## Географија
Шаркавшчински рејон обухвата територију површине 1.189,18 км² и најмањи је по површини међу рејонима Витепске области. Граничи се са Браславским рејоном на западу, Паставским и Глибочким рејонима на југу, те Мјорским на северу и истоку.
Територија овог рејона смештена је у западном делу Витепске области у пределима Полацке низије. Територија рејона издужена је у правцу запад-исток у дужини од 60 км, док ширина од севера ка југу износи до 30 км. Рејон је доста низак и релативно раван и лежи на надморским висинама између 130 и 150 метара.
Рељефом рејона доминира доста густа речна мрежа, а најважнији водоток је река Дисна која тече од запада ка истоку, са својим притокама Јанком, Мњутом и Берозовком. На подручју рејона постоји 11 природних акумулација укупне површине 470,5 хехтара, и 4 вештачка језера површине 35 хектара.
Због своје специфичне флоре и фауне под заштитом државе и локалних власти је 6.800 хектара територије рејона. Под шумама је око 19% површина. Најважнији природни ресурси су глина, грађевински песак и шљунак и тресет.
Административни центар рејона варошица Шаркавшчина налази се на око 210 км западно од града Витепска и на око 190 км северно од главног града земље Минска.

## Историја
Рејон је успостављен 15. јануара 1940. године.
Район образован 15 января 1940 года[3]. Привремено је био распуштен 1962, а поново успостављен 4 године касније, 1966. године.

## Демографија
Према резултатима пописа из 2009. на том подручју стално је било насељено 18.620 становника или у просеку 15,66 ст/км².
| 1959.  | 1970.  | 1979.  | 1989.  | 1999.  | 2009.  |
| ------ | ------ | ------ | ------ | ------ | ------ |
| 35.212 | 30.119 | 28.053 | 24.991 | 23.822 | 18.620 |

Основу популације чине Белоруси са 91,93%, а следе Руси са 4,99% и Пољаци са 1,34%. Остали чине 1,74% популације.
Административно, рејон је подељен на подручје варошице Шаркавшчина која је уједно и административни центар и на 7 сеоских општина. На територији рејона постоје укупно 272 насељена места.

## Привреда
Најважнија привредна делатност на територији Шаркашчевинског рејона је пољопривреда, посебно ратарство. Под ораницама је око 57.000 хектара површина, а највише се узгајају житарице, кромпир и лан. Значајан извор прихода долази и од сточарства, посебно у производњи меса и млека (млечно говедарство и свињогојство).